# مقاطعة ماريون (فرجينيا الغربية)
مقاطعة ماريون هي مقاطعة في فيرجينيا الغربية، بلغ عدد سكانها 56٬418  نسمة، في 2010، عاصمتها فيرمونت، تبلغ مساحتها 807 كيلومتر مربع.

## الموقع
تشترك في الحدود مع:
- مقاطعة مونونغاليا (فرجينيا الغربية).